# Prince of Darkness (album Ozzy’ego Osbourne’a)
Prince of Darkness – składający się z 4 płyt box-set brytyjskiego muzyka Ozzy’ego Osbourne’a, wydany 22 marca 2005 roku przez Epic Records. Pierwsze dwie płyty są solowymi dziełami Osbourne’a zawierającymi rozmaite nagrania studyjne, koncertowe, dema i odrzuty, na dysku trzecim znajdują się wspólne projekty Osbourne'a z innymi wykonawcami, a na czwartym covery piosenek, które zostały nagrane specjalnie na potrzeby tego wydawnictwa.

## Lista utworów
CD1 1981–1983
1. „I Don't Know” (na żywo) – 5:02
2. „Mr. Crowley” – 4:56
3. „Crazy Train” – 4:49
4. „Goodbye to Romance” (na żywo) – 5:24
5. „Suicide Solution” (na żywo) – 7:58
6. „Over the Mountain” – 4:32
7. „Flying High Again” (na żywo) – 4:26
8. „You Can't Kill Rock and Roll” – 6:43
9. „Diary of a Madman” – 6:13
10. „Bark at the Moon” (na żywo) – 4:23
11. „Spiders” – 4:28
12. „Rock 'N' Roll Rebel” – 5:22
13. „You’re No Different” – 5:49

CD2 1986–2001
1. „Ultimate Sin” (na żywo) – 4:43
2. „Never Know Why” (na żywo) – 4:43
3. „Thank God For the Bomb” (na żywo) – 4:00
4. „Crazy Babies” – 4:15
5. „Breakin' All the Rules” – 5:12
6. „I Don't Want to Change the World” (demo) – 3:56
7. „Mama, I'm Coming Home” (demo) – 4:08
8. „Desire” (demo) – 5:01
9. „No More Tears” – 7:23
10. „Won't Be Coming Home (S.I.N.)” (demo) – 4:59
11. „Perry Mason” (na żywo) – 5:56
12. „See You on the Other Side” (demo) – 6:34
13. „Walk on Water” (demo) – 4:41
14. „Gets Me Through” (na żywo) – 4:28
15. „Bang Bang (You’re Dead)” – 4:33
16. „Dreamer” – 4:45

CD3 With Friends
1. „Iron Man” (oraz Therapy?) – 5:26
2. „N.I.B.” (Primus oraz Ozzy) – 5:58
3. „Purple Haze” (oraz Zakk Wylde, Randy Castillo & Geezer Butler) – 4:22
4. „Pictures Of Matchstick Men” (oraz Type O Negative) – 6:02
5. „Shake Your Head (Let's Go to Bed)” ((Was (Not Was) feat. Ozzy Osbourne) – 3:55
6. „Born to Be Wild” (Ozzy Osbourne & Miss Piggy) – 3:29
7. „Nowhere to Run (Vapor Trail)” (The Crystal Method oraz Ozzy Osbourne, DMX, 'Ol Dirty Bastard & Fuzzbubble) – 4:44
8. „Psycho Man” (Black Sabbath) – 5:18
9. „For Heaven's Sake 2000” (Ozzy Osbourne & Tony Iommi / Wu-Tang Clan) – 4:57
10. „I Ain't No Nice Guy” (Motörhead feat. Ozzy Osbourne & Slash) – 4:15
11. „Therapy” (Infectious Grooves feat. Ozzy Osbourne) – 3:25
12. „Stayin' Alive” (oraz Dweezil Zappa) – 4:39
13. „Dog, the Bounty Hunter” – 0:53

CD4 Under Cover
1. „21st Century Schizoid Man” – 3:52 (cover King Crimson)
2. „Mississippi Queen” – 4:09 (cover Mountain)
3. „All the Young Dudes” – 4:36 (cover Mott the Hoople)
4. „In My Life” – 3:29 (cover the Beatles)
5. „Fire” – 4:09 (cover the Crazy World of Arthur Brown)
6. „For What It's Worth” – 3:20 (cover Buffalo Springfield)
7. „Sympathy for the Devil” – 7:12 (cover the Rolling Stones)
8. „Working Class Hero” – 3:24 (cover Johna Lennona)
9. „Good Times” – 3:46 (cover the Animals)
10. „Changes” (oraz Kelly Osbourne) – 4:06 (cover Black Sabbath)